# Kapıkaya, Amasya
Kapıkaya là một xã thuộc thành phố Amasya, tỉnh Amasya, Thổ Nhĩ Kỳ. Dân số thời điểm năm 2010 là 521 người.